# Hanne
Hanne és un llargmetratge alemany del 2018 dirigit per Dominik Graf. Basat en un guió de l'autora Beate Langmaack, el drama tracta sobre la pensionista Hanne, interpretada per Iris Berben, que, preparant-se per a una cirurgia rutinària, s'assabenta que pot tenir leucèmia. A més de Berben, hi actuen Petra Kleinert, Herbert Knaup, Trystan Pütter, Sophie Lutz, Luise Aschenbrenner i Sönke Möhring, entre d'altres.
Es va estrenar al Festival de Cinema de Múnic el 2018. Hanne es va emetre el 7 de juny 2019 a Arte. Das Erste va emetre el llargmetratge el 18 de setembre de 2019 en horari de màxima audiència. Amb un total de 3,64 milions d'espectadors i una quota de mercat del 12,6 %, es va convertir en el segon programa més vist del dia, després de la sèrie Aktenzeichen XY … ungelöst. La versió doblada al català oriental es va estrenar el 25 de juny de 2022 a TV3; i al valencià, el 25 de setembre del mateix any a À Punt.
L'actriu principal Iris Berben va rebre crítiques positives pel seu paper a la pel·lícula sense excepció.

## Sinopsi
Després de molts anys dedicats a la feina com a secretària de direcció d'una gran empresa, la Hanne Dührsen per fi es jubila. L'endemà mateix viatja a una ciutat desconeguda per sotmetre's a una operació rutinària durant el cap de setmana. Un cop a la clínica, una anàlisi de sang preliminar revela que podria patir leucèmia. Les seves expectatives de futur es veuen sobtadament frustrades. Els resultats definitius no se sabran fins al pròxim dilluns. Fins llavors, la Hanne decideix fer el cor fort, s'allotja en un hotel de la ciutat i, no sense angoixa per l'imminent desenllaç, descobreix un afany de viure a l'aventura que fins al moment desconeixia.

## Premis i reconeixements
- 2019: Nominació a la millor pel·lícula per a televisió de la Deutsche Akademie der Darstellenden Künste
- 2020: Premi Grimme - Beate Langmaack (guió), Dominik Graf (direcció), Iris Berben (intèrpret)